# 高獐牙菜
高獐牙菜（学名：Swertia elata），为龙胆科獐牙菜属下的一个植物种。